# Žralok límcový
Žralok límcový (Chlamydoselachus anguineus) je primitivní hlubokomořský druh žraloka. Má jednu žábrovou štěrbinu se zřaseným okrajem, malou hřbetní ploutev a velkou řitní ploutev. Živí se měkkými živočichy, například krakaticemi nebo rybami. Podobá se dávno vyhynulým druhům, v současnosti již nemá příbuzné. Je jediným zástupcem čeledi štíhlounovitých (Chlamydoselachidae).
Dosahuje délky 2 metrů. Rozmnožuje se vejcoživorodostí. Vyskytuje se v místech otevřeného moře a oceánech hlavně ve východním Atlantiku, jihozápadní části Indického oceánu a západním a východním Tichém oceánu.